# Königgrätzer Marsch
Königgrätzer Marsch (AM II, 134 (AM II, 195)), también conocida como Der Königgrätzer o Der Königgrätzer Marsch, es una famosa marcha militar alemana compuesta por Johann Gottfried Piefke después de la batalla de Königgrätz, en 1866, que fue decisiva en la guerra austro-prusiana.
Esta marcha militar fue una de las favoritas de Adolf Hitler y estaba asociada, principalmente, con sus apariciones en público, en especial en los Congresos de Núremberg.
Además, con introducción de la marcha francesa Pour l'empereur, es la marcha del Regimiento Escolta Presidencial Nro. 1 "Granaderos", que constituye la unidad de honores del Ejército de Chile, a esta fusión se la denomina Granaderos al galope. Es también la marcha del Segundo Batallón del Regimiento de Jamaica. En Austria, esta marcha se oye muy rara vez, por razones obvias.

## En los medios masivos
La "Königgrätzer Marsch" se escucha al comienzo de la revista militar en la película de Leni Riefenstahl; "El triunfo de la voluntad".
Se escucha como fondo en una escena de la película Indiana Jones y la última cruzada, cuando el protagonista se encuentra en una quema de libros organizada por el Partido Nazi, a la cual ha ido a rescatar el diario de su padre.
En el juego de vídeo Call of Duty: World at War's, en modo multijugador, se escucha esta marcha si gana la Wehrmacht.